# Маккрекен, Крейг

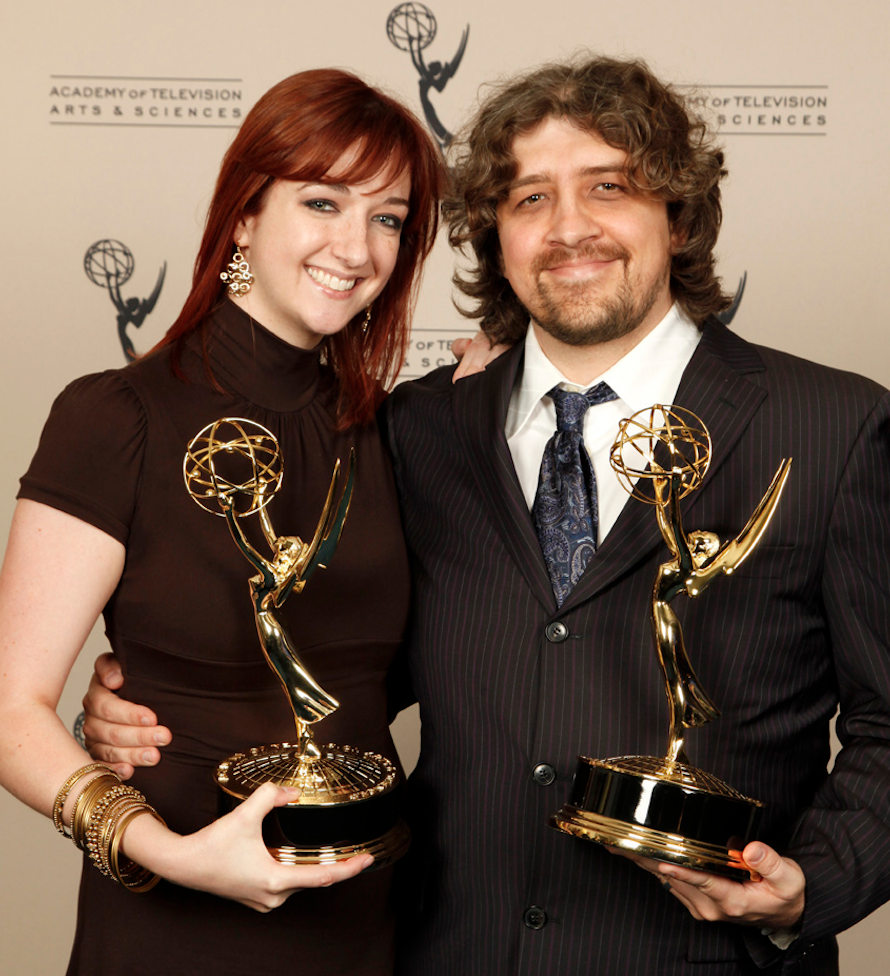
Крейг Маккрекен и его жена Лорен Фауст с «Эмми» в 2008 году.

Крейг Маккрекен (англ. Craig McCracken; род. 31 марта 1971, Шарлерой, Пенсильвания) — американский сценарист, режиссёр, продюсер, мультипликатор и арт-директор. Лауреат двух Прайм-таймовых премий «Эмми» и одной премии «Энни»; создатель мультсериалов «Суперкрошки», «Фостер: Дом для друзей из мира фантазий» и «С приветом по планетам»; муж мультипликатора, сценаристки, режиссёра и продюсера Лорен Фауст.

## Биография
Крейг Маккрекен родился 31 марта 1971 года в городе Шарлерой (Пенсильвания). Окончил Старшую школу Калифорнии в Уиттиере (Калифорния), затем Калифорнийский институт искусств, где познакомился с мультипликатором Геннди Тартаковски — с ним Маккракен плодотворно сотрудничает до сих пор.
С 1993 по 2013 год Маккрекен работал на студию Hanna-Barbera, с 2013 год по настоящее время — на Disney Television Animation.
В 2004 году женился на мультипликаторе, сценаристе, режиссёре и продюсере Лорен Фауст.

## Награды и номинации
«Эмми»
- 2005 — Прайм-таймовая премия «Эмми» в категории «Лучшее индивидуальное достижение в анимации» за эпизод «Дом Блу[англ.]» мультсериала «Фостер: Дом для друзей из мира фантазий» — победа.
- 2009 — Прайм-таймовая премия «Эмми» в категории «Лучшая анимационная программа» за эпизод «Путешествие в страну Фантазий[англ.]» мультсериала «Фостер: Дом для друзей из мира фантазий» — победа.

Кроме того, Маккрекен номинировался на Прайм-таймовую премию «Эмми» ещё десять раз в 1996—2015 годах.
«Энни»
- 2006 — Премия «Энни» в категории «Лучший дизайн продукции в анимационной телевизионной продукции» за эпизод A Lost Claus мультсериала «Фостер: Дом для друзей из мира фантазий» — победа.

Кроме того, Маккрекен номинировался на премию «Энни» ещё четыре раза в 2006—2014 годах.

## Фильмография
Сценарист
- 1995, 1996 — Что за мультик![англ.] / What a Cartoon! (2 эпизода)
- 1998—2005 — Суперкрошки / The Powerpuff Girls (78 эпизодов)[4]
- 1999 — Лаборатория Декстера: Путешествие в своё будущее[англ.] / Dexter’s Laboratory: Ego Trip
- 2001 — The Powerpuff Girls: Chemical X-traction[англ.] (компьютерная игра)
- 2002 — The Powerpuff Girls: Relish Rampage[англ.] (компьютерная игра)
- 2002 — Крутые девчонки / The Powerpuff Girls Movie
- 2004—2009 — Фостер: Дом для друзей из мира фантазий / Foster’s Home for Imaginary Friends (в том числе эпизод «Путешествие в страну Фантазий[англ.]» — 74 эпизода)[5]
- 2006—2007 — Суперкрошки Z / Powerpuff Girls Z (52 эпизода)
- 2009 — Чаудер / Chowder (1 эпизод)
- 2011 — Cartoon Network: Punch Time Explosion[англ.] (компьютерная игра)
- 2013—2016 — С приветом по планетам / Wander Over Yonder[6] (22 эпизода)
- 2016—2019 — Суперкрошки / The Powerpuff Girls (89 эпизодов)

Режиссёр
- 1995, 1996 — Что за мультик![англ.] / What a Cartoon! (2 эпизода)
- 1996 — Лаборатория Декстера / Dexter’s Laboratory (5 эпизодов)[7]
- 1998—2002 — Суперкрошки / The Powerpuff Girls (51 эпизод)
- 2002 — Крутые девчонки / The Powerpuff Girls Movie
- 2004—2009 — Фостер: Дом для друзей из мира фантазий / Foster’s Home for Imaginary Friends (в том числе эпизод «Путешествие в страну Фантазий[англ.]» — 74 эпизода)
- 2013—2016 — С приветом по планетам / Wander Over Yonder (2 эпизода)

Продюсер
- 1998—2005 — Суперкрошки / The Powerpuff Girls (исполнительный; 78 эпизодов)
- 2002 — Крутые девчонки / The Powerpuff Girls Movie (исполнительный)
- 2004—2009 — Фостер: Дом для друзей из мира фантазий / Foster’s Home for Imaginary Friends (исполнительный; в том числе эпизод «Путешествие в страну Фантазий[англ.]» — 67 эпизодов)
- 2013—2016 — С приветом по планетам / Wander Over Yonder (15 эпизодов)

Мультипликатор
- 1995—1996 — Тупой и ещё тупее[англ.] / Dumb and Dumber (дизайн главных персонажей)
- 1995, 1996, 2000 — Что за мультик![англ.] / What a Cartoon! (3 эпизода)
- 1995—1998, 2001, 2003 — Лаборатория Декстера / Dexter’s Laboratory (11 эпизодов)
- 2002 — Крутые девчонки / The Powerpuff Girls Movie
- 2004—2006 — Фостер: Дом для друзей из мира фантазий / Foster’s Home for Imaginary Friends (4 эпизода)
- 2014 — С приветом по планетам / Wander Over Yonder (1 эпизод)

Арт-директор
- 1993—1995 — Два глупых пса / 2 Stupid Dogs (15 эпизодов)
- 1995, 1996 — Что за мультик![англ.] / What a Cartoon! (2 эпизода)
- 1995—1998 — Лаборатория Декстера / Dexter’s Laboratory (33 эпизода)
- 2005—2006 — Фостер: Дом для друзей из мира фантазий / Foster’s Home for Imaginary Friends (20 эпизодов)

Камео
- 1995 — Космический призрак / Space Ghost Coast to Coast (в 1 эпизоде)